# Bingu National Stadium
Das Bingu National Stadium ist ein multifunktionelles Stadion in der malawischen Hauptstadt Lilongwe, das meistens für Fußballspiele verwendet wird.
Das Stadion hat eine Kapazität von 41.100 Plätzen und wurde am 28. Januar 2017 vom damaligen malawischen Peter Mutharika eröffnet. Das erste Spiel im Stadion war eine Begegnung zwischen Nyasa Big Bullets FC und Be Forward Wanderers FC am 2. Januar 2017, die die Wanderers mit 2:1 gewannen. Der Bau startete Mitte 2013 und wurde Ende 2016 beendet.